# Campionati francesi di sci alpino 1972
I Campionati francesi di sci alpino 1972 si disputarono a Morzine/Avoriaz; furono assegnati i titoli di slalom gigante, slalom speciale e combinata, sia maschili sia femminili, e di discesa libera femminile.

## Risultati
| Specialità      | Uomini        | Donne             |
| --------------- | ------------- | ----------------- |
| Discesa libera  | non assegnato | Isabelle Mir      |
| Slalom gigante  | Alain Penz    | Danièle Debernard |
| Slalom speciale | Alain Penz    | Michèle Jacot     |
| Combinata       | Alain Penz    | Isabelle Mir      |